# Trois Fontaines (centre commercial)
 (mars 2017).
Si vous disposez d'ouvrages ou d'articles de référence ou si vous connaissez des sites web de qualité traitant du thème abordé ici, merci de compléter l'article en donnant les références utiles à sa vérifiabilité et en les liant à la section « Notes et références ».
Les Trois Fontaines sont un centre commercial français situé à Saint-Jean-de-la-Ruelle  dans le département du Loiret en région Centre-Val de Loire.

## Géographie
Le centre commercial est situé dans l'ouest de l'agglomération orléanaise, à proximité de la Tangentielle et de l'autoroute A71.
L'accès se situe à la sortie de la tangentielle (à la dernière sortie) et par l'accès à la Strip mall.

## Histoire

Le centre commercial avant la rénovation.

Le centre commercial est ouvert en 1973 avec comme première enseigne Baroud, racheté par Auchan en 1974.
En 2015 débutent les travaux d'extension du centre commercial, avec la création d'une Strip mall, inaugurée le 13 octobre. L'hypermarché a également fait l'objet une rénovation intérieure en 2016 ainsi que le déplacement de la station essence en octobre 2017.
En 2018, ouvre la chaîne de restaurant Del Arte et l'enseigne de prêt-à-porter H&M.
Une société de sécurité privée est prestataire de la surveillance physique du site, il s'agit de L&C sécurité. De plus, l'hypermarché Auchan dispose d'un service de sécurité interne, qui est souvent complété par la société de gardiennage extérieure nommée Smart Company.

## Transports en commun
Le centre commercial est desservi par les lignes des Transports de l'agglomération orléanaise depuis la station Trois Fontaines : la ligne de tram B et les lignes de bus 2, 4, et 54.